# 데이라잇 (1996년 영화)
《데이라잇》(영어: Daylight)은 1996년 개봉한 미국의 재난 영화이다. 롭 코언이 연출하고, 실베스터 스탤론, 에이미 브레너먼, 비고 모텐슨 등이 출연하였다.

## 줄거리
보석을 훔친 강도단이 뉴욕 경찰국의 추격을 피해 허드슨강 아래 터널을 통해 도주하다가 무단 투기 예정인 유독성 폐기물을 싣고 뉴저지 방향으로 향하던 트럭과 충돌하면서 대규모 폭발 사고가 일어난다. 그 결과 출입구가 전부 막혀 버리고 터널 안에 유독 가스가 차올라 사상자가 발생한다. 사고를 목격한 전 뉴욕 구급대장 킷은 생존자를 구조하기 위해 터널 안으로 뛰어든다.  

## 출연진
- 실베스터 스탤론 - 킷 러투라 역: 전 구급대장.
- 에이미 브레너먼 - 매들린 “매디” 톰프슨 역: 극작가.
- 비고 모텐슨 - 로이 노드 역: 운동 선수.
- 댄 허데이야 - 프랭크 크래프트 역
- 제이 O. 샌더스 - 스티븐 크라이턴 역
- 캐런 영 - 세라 크라이턴 역
- 클레어 블룸 - 엘리너 트릴링 역
- 버네사 벨 캘러웨이 - 그레이스 역
- 레놀리 산티아고 - 마이키 역
- 콜린 폭스 - 로저 트릴링 역
- 대니엘 해리스 - 애슐리 크라이턴 역
- 트리나 맥기 - 러토니아 역
- 세이지 스탤론 - 빈센트 역
- 마크 롤스턴 - 데니스 윌슨 구급대 지휘관 역
- 로즈메리 포사이스 - 런던 씨 역
- 왕뤄융 - 보석 중개인 역
- 배리 뉴먼 - 노먼 배싯 역
- 스탠 쇼 - 조지 티렐 역

## 우리말 녹음
KBS (1999년 9월 26일)
- 이정구 - 킷(실베스터 스탤론)
- 유남희 - 매들린(에이미 브레너먼)
- 최흘 - 노먼(배리 뉴먼)
- 김정희 - 엘리너(클레어 블룸)
- 김정미 - 세라(캐런 영)
- 이종구 - 로저(콜린 폭스)
- 이봉준 - 스티븐(제이 O. 샌더스)
- 이호인 - 조지(스탠 쇼)
- 김수경 - 애슐리(대니엘 해리스)
- 최병상 - 프랭크(댄 허데이야)
- 김옥경 - 그레이스(버네사 벨 캘러웨이)
- 이재용 - 로이(비고 모텐슨)
- 홍승섭 - 마이키(레놀리 산티아고)
- 조진숙 - 러토니아(트리나 맥기)
- 오인성 - 빈센트(세이지 스탤론)